# Pełna chata
Pełna chata (org. Full House) – amerykański telewizyjny serial komediowy (sitcom), realizowany  w latach 1986–1994. W ciągu ośmiu lat powstały 192 odcinki.
Polska premiera serialu miała miejsce 18 czerwca 1992 roku w TVP2. Później kilkakrotnie był powtarzany, zarówno przez TVP, jak i inne stacje (m.in. TVN oraz RTL 7). Od 6 czerwca 2011 roku serial emitowany był w TV Puls. Od stycznia 2016 roku w emisji jest jej sequel, zatytułowany Pełniejsza chata (Fuller House).

## Fabuła
Serial przedstawia historię młodego wdowca, wychowującego trzy córki, który nie mogąc sobie ze wszystkim poradzić, prosi o pomoc szwagra oraz dawnego szkolnego przyjaciela.

## Obsada
- John Stamos – wujek Jesse (w sezonie 1: Jesse Cochran; pozostałe: Jesse Katsopolis), prawdziwe imię Hermes, wujek Jesse poprosił swoją mamę, by mówiła do niego Jesse
- Bob Saget – Danny Tanner (Daniel „Danny” Ernest Tanner)
- Dave Coulier – Joey Gladstone (Joseph Alvin „Joey” Gladstone)
- Candace Cameron – D.J. Tanner (Donna Jo „D.J.” Margaret Tanner)
- Jodie Sweetin – Stephanie Tanner (Stephanie Judith Tanner)
- Mary-Kate i Ashley Olsen – Michelle Tanner (Michelle Elizabeth Tanner)
- Lori Loughlin – Becky Donaldson-Katsopolis (Rebecca „Becky” Donaldson-Katsopolis)
- Andrea Barber – Kimmy Gibbler (Kimberly Louise „Kimmy” Gibbler)
- Scott Weinger – Steve Hale (Steven „Steve” Hale)
- Blake Tuomy-Wilhoit – Nicky Katsopolis (Nicholas „Nicky” Katsopolis) #2
- Dylan Tuomy-Wilhoit – Alex Katsopolis (Alexander „Alex” Katsopolis) #2

W mniejszych rolach i epizodach wystąpili m.in.: Marla Sokoloff, Jurnee Smollett, Tahj Mowry, Jonathan Brandis, Erika Eleniak, Mickey Rooney oraz koszykarz NBA Kareem Abdul-Jabbar, piosenkarz Little Richard i grupa The Beach Boys.